# Davidius triangularis
Davidius triangularis là loài chuồn chuồn trong họ Gomphidae. Loài này được Chao & Yang miêu tả khoa học đầu tiên năm 1995.